# Yohanan ben Zakai
El Rabí Yohanan ben Zakai (en hebreu: יוחנן בן זכאי) conegut també amb l'acrònim: ריב״ז (Ribaz), va viure a Palestina en el segle i, i va morir en l'any 73 dC, després d'haver estat testimoni de la conquesta de Jerusalem i de la destrucció del seu Temple per part de l'Exèrcit romà de Titus, fill de l'Emperador Vespasià. Es creu que Yohanan ben Zakai va viure entre l'any 1 dC i l'any 80 dC. La seva tomba es troba a Tiberíades, dins el conjunt de la tomba de Maimònides.

## Biografia
El rabí Yohanan ben Zakai, fou un deixeble de Hillel l'Ancià. Yohanan va estudiar a Jerusalem i després a Galilea. El rabí Yohanan, va ser un dels grans tanaim (repetidors) de la Mixnà, la llei oral jueva, i va tenir nombroses controvèrsies amb els saduceus. En la seva qualitat de Nasí o príncep, va iniciar importants reformes que van donar lloc a la fundació del judaisme rabínic i va ser el promotor de l'acadèmia talmúdica de Yavne, que va permetre la perpetuació del judaisme rabínic, després de la destrucció del Temple de Jerusalem per part dels romans.
La tradició diu que Yohanan ben Zakai era un descendent del linatge del Rei David (David HaMelech). Tanmateix, no va compartir l'esperança messiànica de la seva família i del poble jueu. En lloc de somiar amb l'arribada del Messies, es va concentrar en els problemes més pràctics i importants del judaisme, relacionats amb la supervivència de la religió jueva després de la destrucció del Temple de Jerusalem per part de l'Exercit romà. Yohanan estava convençut de que l'estudi de la Torà, i l'observança dels manaments (mitsvot), permetria que el poble jueu continués existint en l'exili, en qualsevol lloc del món a on es trobés, i que els jueus guardarien la memòria del Temple en els seus cors, i mai l'oblidarien. Yohanan també estava convençut de que Déu tindria pietat del seu poble, i li permetria tornar a la seva terra, i reconstruir de nou el Temple de Jerusalem. Yohanan ben Zakai era conscient de la impossibilitat de resistir-se als romans, va destacar que era possible pel poble jueu de sobreviure a l'exili i lluny del seu centre espiritual, Jerusalem, del seu Temple, i de la Terra d'Israel. Aquesta possibilitat estava basada en el fet que el poble jueu tenia encara la Torà, i que cap conqueridor se la podia prendre.

## Acadèmia de Yavne
Vespasià, un general romà, que aviat esdevindria el nou emperador, va concedir al rabí Yohanan tres desitjos, el rabí no va demanar la salvació de la ciutat de Jerusalem ni del seu Temple, ja que s'havia adonat que els romans estaven decidits a destruir tant la ciutat com el Temple, i que no podia salvar-los. Yohanan va demanar a Vespasià que la ciutat de Yavne, fos la nova llar del Sanedrí, la cort suprema jueva, i lloc de reunió dels savis de la Torà. Després Yohanan va fundar l'Acadèmia de Yavne. És probable que l'acadèmia de Yavneh es refereixi només als rabins, i no pas al conjunt del poble jueu.